# Futapass
Der Futapass oder Futa-Pass (italienisch Passo della Futa) überquert den Apennin in der Gemeinde Firenzuola (Metropolitanstadt Florenz). Die Passhöhe liegt 903 Meter hoch.
Nahe der Passhöhe befindet sich der in den 1950er und 1960er Jahren angelegte Deutsche Soldatenfriedhof Futapass. Mit 30.683 bestatteten Gefallenen ist er der größte Soldatenfriedhof in Italien (Liste hier).

## Geografie
Der Futapass liegt zwischen dem Tal des Sieve im Mugello nahe Barberino di Mugello und dem Tal des Santerno, eines wichtigen Zuflusses des Reno, der in der Nähe des Futaberges entspringt und nach Firenzuola in die Metropolitanstadt Bologna gelangt. Die über den Futapass führende Strada Statale 65 verbindet die Städte Florenz und Bologna. Zur Zeit des Römischen Reiches führte die Via Flaminia (auch Via Flaminia militare oder Via Flaminia minor genannt) über den Pass. Nordöstlich des Futapasses liegt der Passo della Raticosa (Firenzuola), südöstlich der Passo del Giogo (Grenze zwischen Firenzuola und Scarperia e San Piero).

## Geschichte
Im Zweiten Weltkrieg besetzten im August und September 1943 Truppen der Wehrmacht Italien (Fall Achse). Sie errichteten auf dem Gebiet der Passhöhe wichtige Befestigungen der Gotenstellung. Beim Angriff der 5. US-Armee am 12. September 1944 wurde der Pass deswegen umgangen und stattdessen der südöstlich liegende Passo del Giogo angegriffen.

## Sport
Der Futapass gehört bereits seit der ersten Austragung im Jahr 1927 zur Strecke des legendären Autorennens Mille Miglia. Auch bei den Motorrad-Langstreckenrennen Milano–Taranto wurde der Pass zwischen 1937 und 1956 befahren. Das Radrennen Giro d’Italia führte mehrmals über den Gebirgspass, wie zum Beispiel beim Giro d’Italia 1934 (13. Etappe) oder beim Giro d’Italia 2007 (8. Etappe).
Den Sportlern Clemente Biondetti (Automobilrennfahrer), Gastone Nencini (Radsportler) und Giulio Masetti (Automobilrennfahrer) sind am Futapass drei Erinnerungstafeln gewidmet. Die Gedenktafel von Gastone Nencini entstand am 13. Juni 1981, die von Giulio Masetti am 3. Juni 1928. Sie wurde von den Fasci di combattimento aus Firenzuola und Pietramala angebracht.

## Bilder

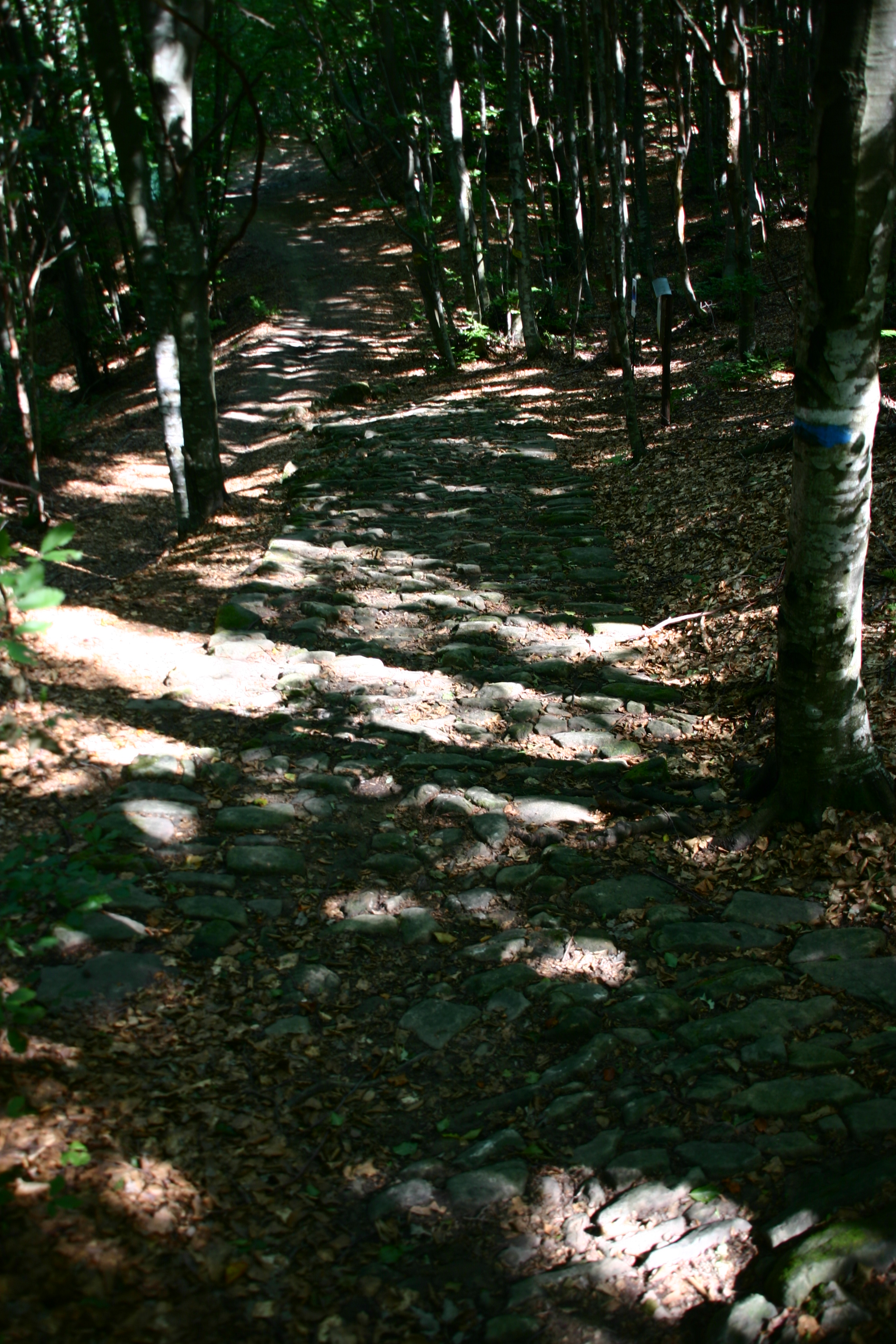
Die antike Römerstraße Via Flaminia militare (minor)
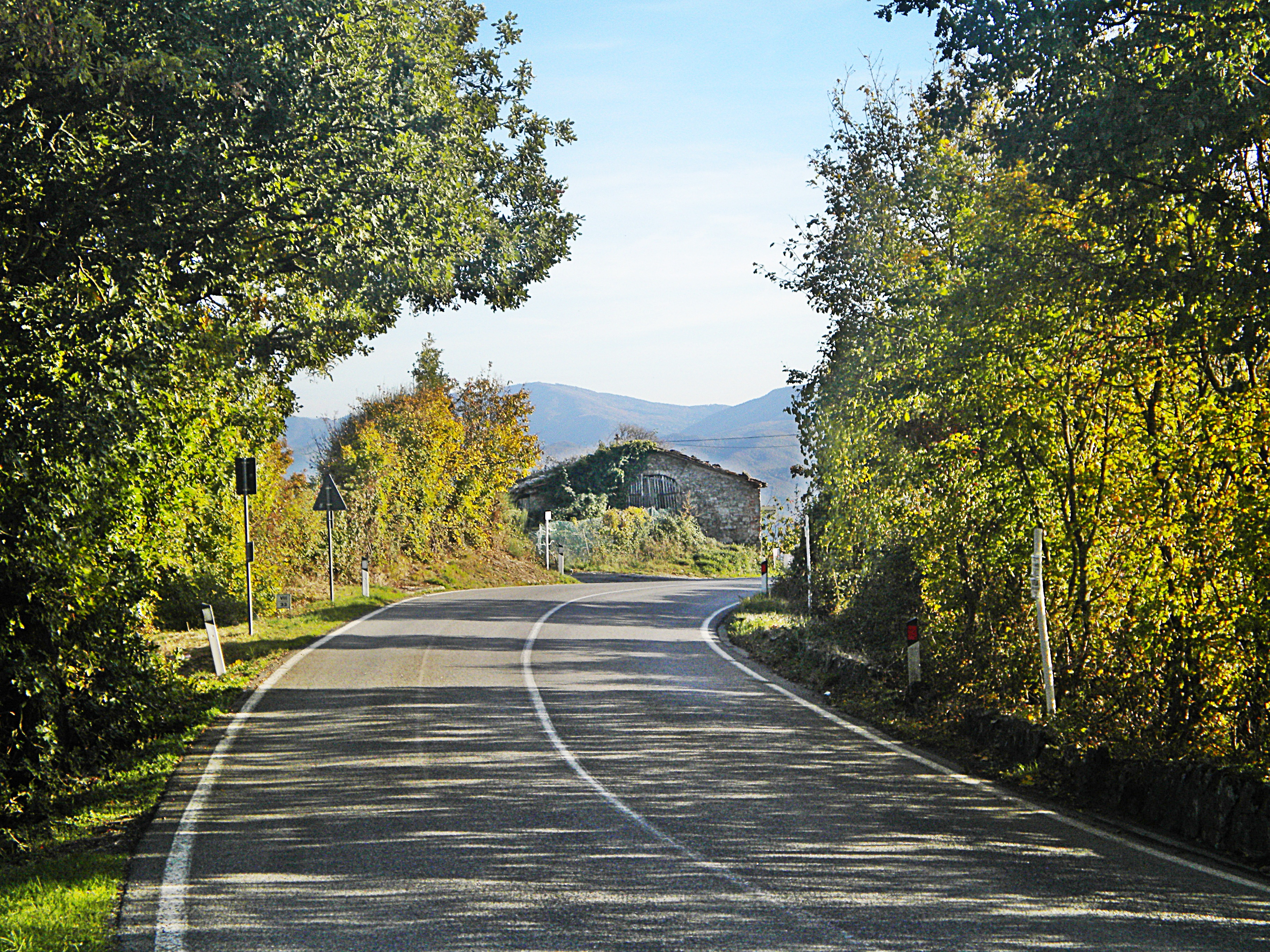
Die Strada Statale 65 bei Le Croci (Barberino di Mugello)
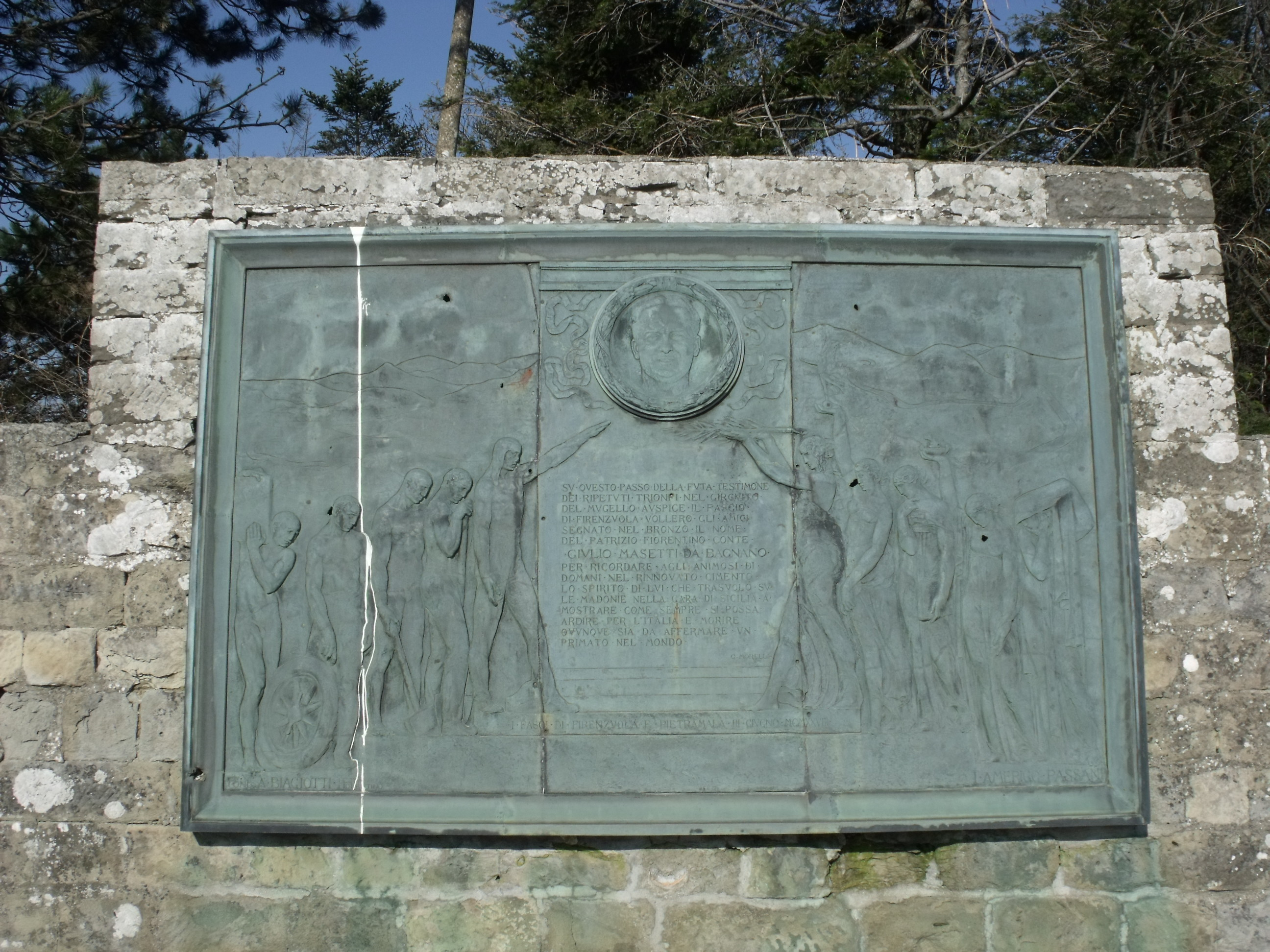
Die 1928 errichtete Erinnerungstafel an Giulio Masetti